# Marienkirche (Röbel)

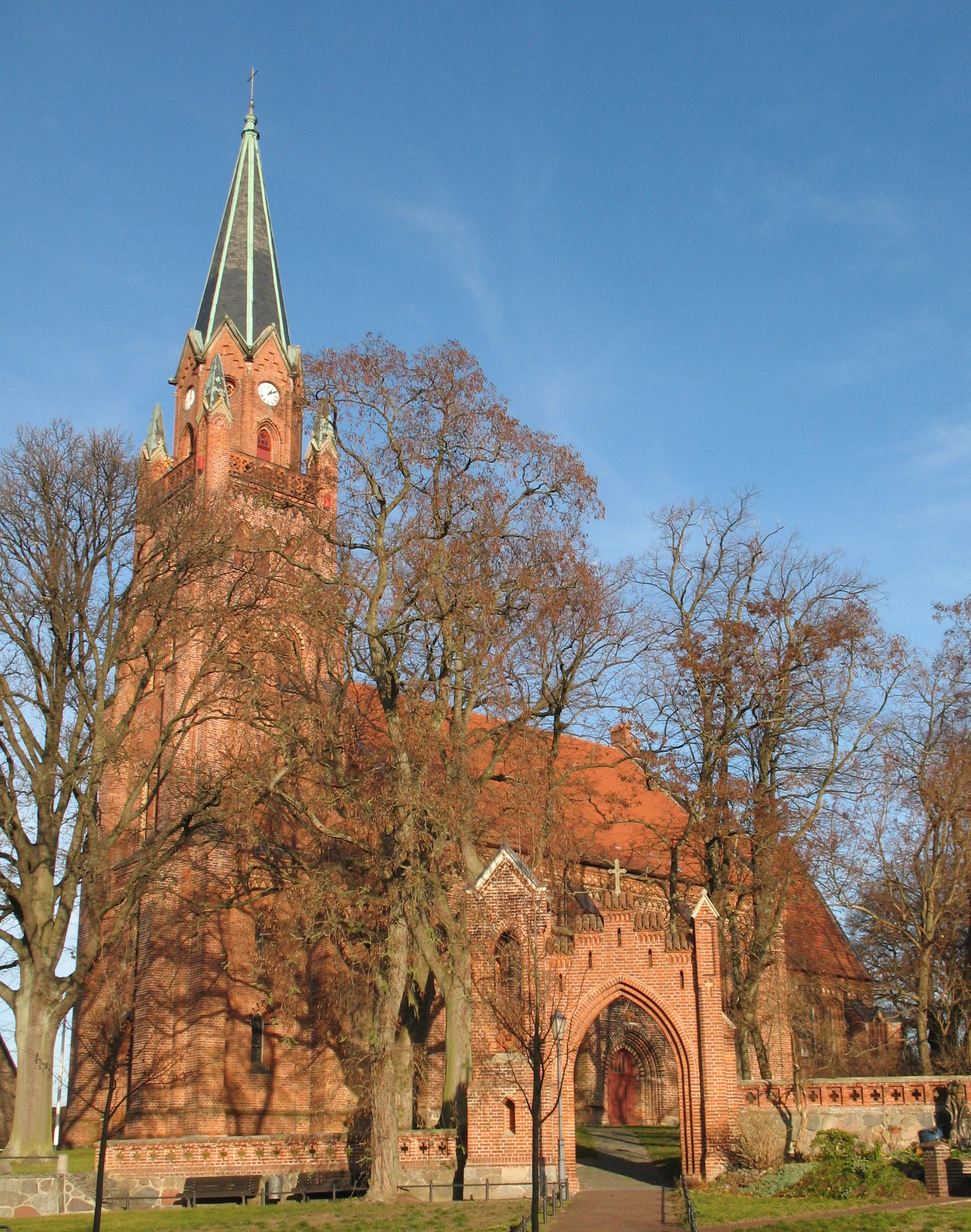
Marienkirche

Die Marienkirche in Röbel ist eine gotische evangelische Pfarrkirche im historischen Stadtkern von Röbel/Müritz in Mecklenburg. Die Kirchengemeinde Röbel gehört zur Propstei Neustrelitz, Kirchenkreis Mecklenburg der Evangelisch-Lutherischen Kirche in Norddeutschland.

## Geschichte und Architektur

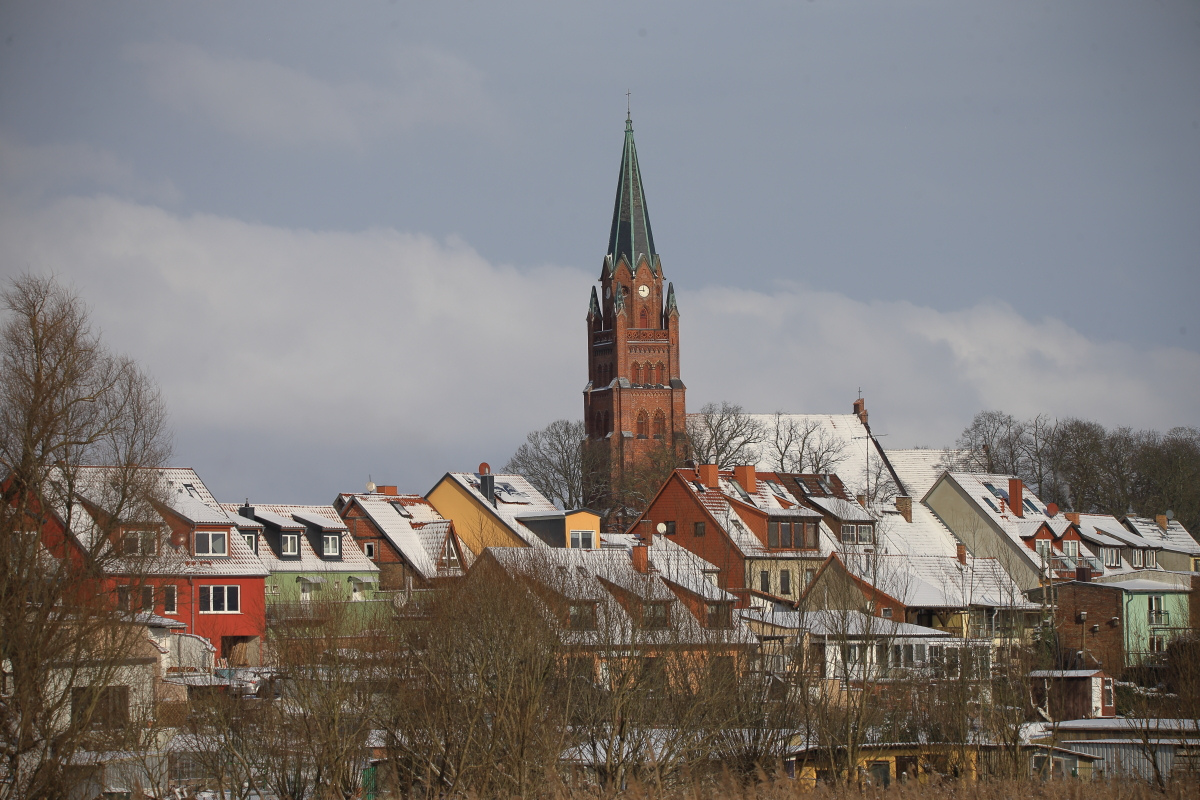
Umgebung der Marienkirche

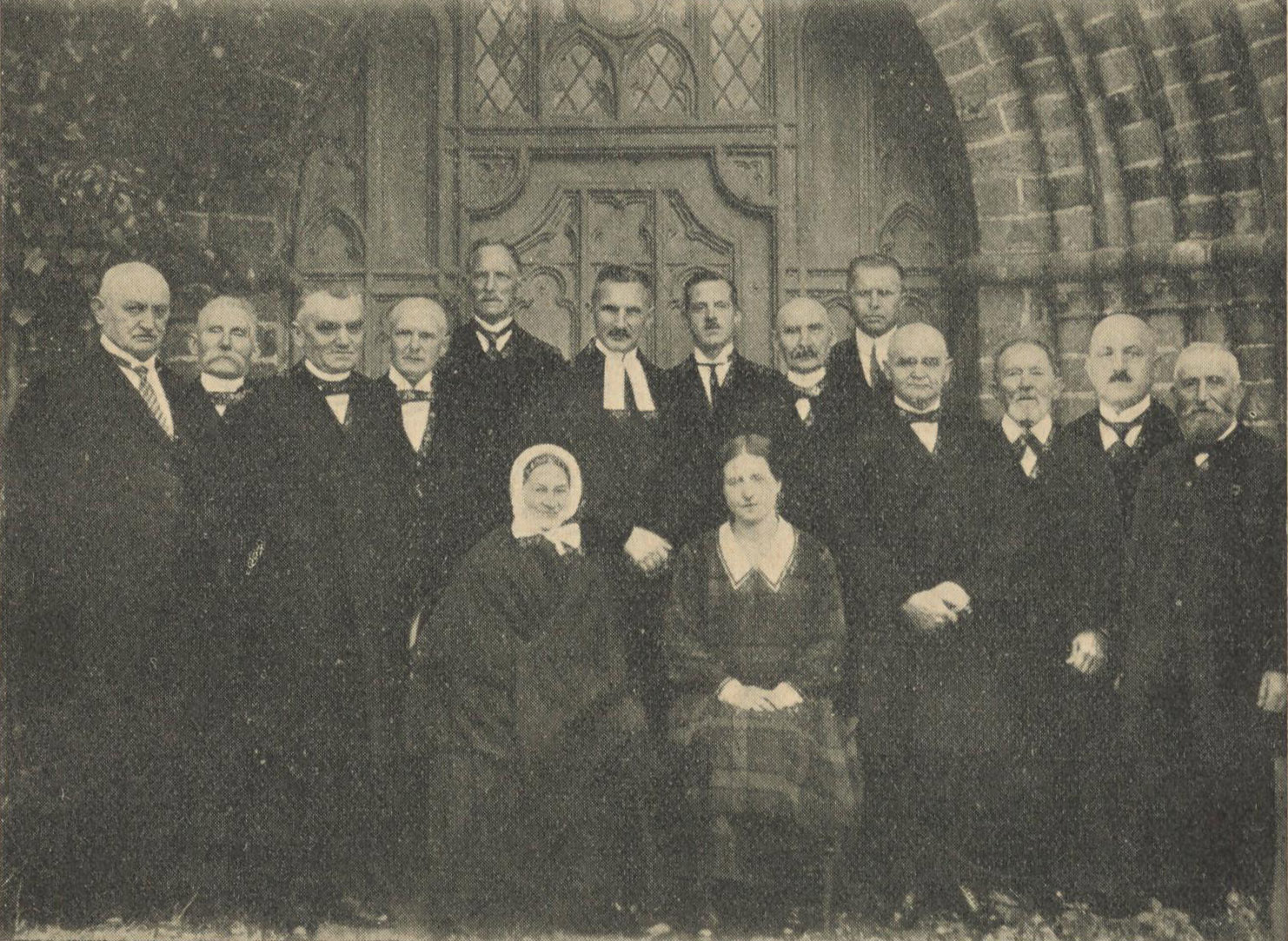
Kirchengemeinderat St. Marien (zwischen 1922 und 1926)

Die Kirche steht auf einem Hügel am Ufer der Müritz. Vermutlich stand an dieser Stelle ein slawisches Heiligtum. Nach der Christianisierung des Gebietes musste dieses einer kleinen Holzkirche weichen. Mit dem Bau eines steinernen Gebäudes wurde in der ersten Hälfte des 13. Jahrhunderts begonnen, geweiht wurde es 1227. Diese Kirche entsprach in der Größe dem heutigen Chor, sie wurde durch eine sogenannte Priesterpforte betreten. Nachdem um 1340 die Archidiakonate festgelegt waren, wurde das Gebäude um das Langhaus erweitert. Der Sakristeianbau ist möglicherweise später angefügt worden. Der Chor und die Sakristei wurden in der ersten Hälfte des 14. Jahrhunderts eingewölbt, die Gewölbe im Langhaus wurden im 15. Jahrhundert eingezogen. Ein dem Langhaus vorgestellter niedriger Kirchturm mit Satteldach wurde ebenfalls im 15. Jahrhundert errichtet und gleichzeitig die Sakristei mit einem durch Blenden gegliederten Staffelgiebel gebaut. Ein Teil des Kirchberges wurde bei der Sturmflut im Jahr 1714 weggeschwemmt, die Fundamente der Kirche wurden unterspült. Im Altarraum zeigten sich Risse, und so wurde die Errichtung von Stützpfeilern notwendig.
Ein umfassender Um- und Ausbau mit der Restaurierung der Kirche erfolgte von 1849 bis 1853. Der Turm war baufällig, es wurde der 58 Meter hohe, massive Turm errichtet. Die Bauleitung hatte der Baukondukteur des Landbaudistrikts Plau, Theodor (Christian Friedrich) Krüger. Danach erfolgte 1853 mit der Ernennung zum Baumeister seine Versetzung in die Zentralbauverwaltung nach Schwerin.
Die Gestaltung des Innenraumes ist ein nach damaligen Maßstäben völlig stilgemäßes Beispiel einer gelungenen Restaurierung in Mecklenburg. Eine umfangreiche szenische und ornamentale Ausmalung im Chor aus der Zeit zwischen 1360 und 1380 wurde 1850 freigelegt, dokumentiert und wieder übertüncht. Aus dieser Renovierungsphase stammt auch die gesamte neugotische Ausstattung. Die Orgelempore wurde verkleinert.
Am 1. Mai 1853 wurde die Kirche wieder neu eingeweiht. Mit der Gestaltung des Kirchhofes wurde 1855 begonnen; es wurde ein Umfriedungsmauer mit zwei Eingangsportalen errichtet. Die Glasurziegel, mit denen der Turm ursprünglich eingedeckt war, hielten den Witterungseinflüssen nicht stand. Die Turmspitze und die vier Fialtürmchen wurden mit Kupfer eingedeckt. Das Kupfer musste 1918 kriegsbedingt abgegeben werden, stattdessen wurde mit Schiefer eingedeckt.
Die Hallenkirche zu zwei Jochen ist aus Backstein gemauert. Der zweijochige Chor schließt gerade, der quadratische Turm steht im Westen. Der Gottesdienstraum und der Turm sind durch ein mit dem Langhaus fluchtendes, dreiteiliges Vorjoch verbunden. Das Stufenportal in der Westmauer ist von einem aufgeblendeten Treppengiebel bekrönt, er trägt eine Kreuzigungsgruppe. Das Langhaus wird von einem teilweise aus Feldsteinen gemauerten Sockel umzogen. Die Langhausseiten sind durch Strebepfeiler und jeweils zwei Fensterbahnen gegliedert. Auf beiden Seiten des Langhauses ist in das mittlere Joch ein mehrstufiges Portal eingesetzt. Die Rundstäbe im Gewände des älteren Portals der Nordseite tragen Knospenkapitelle, die des Südportals Kelchkapitelle. Bei den Rundstäben in den Archivolten wechseln sich, ebenso wie bei den Stufen, schwarze glasierte Ziegel mit unglasierten ab. Auch bei einigen Fenstern ist diese Art der Dekoration zu sehen. Der äußere Archivoltenrundstab am Nordportal ist mit Blattmotiven geschmückt, über dem Südportal befindet sich ein dreieckiges Maßwerk.

## Ehrenmal

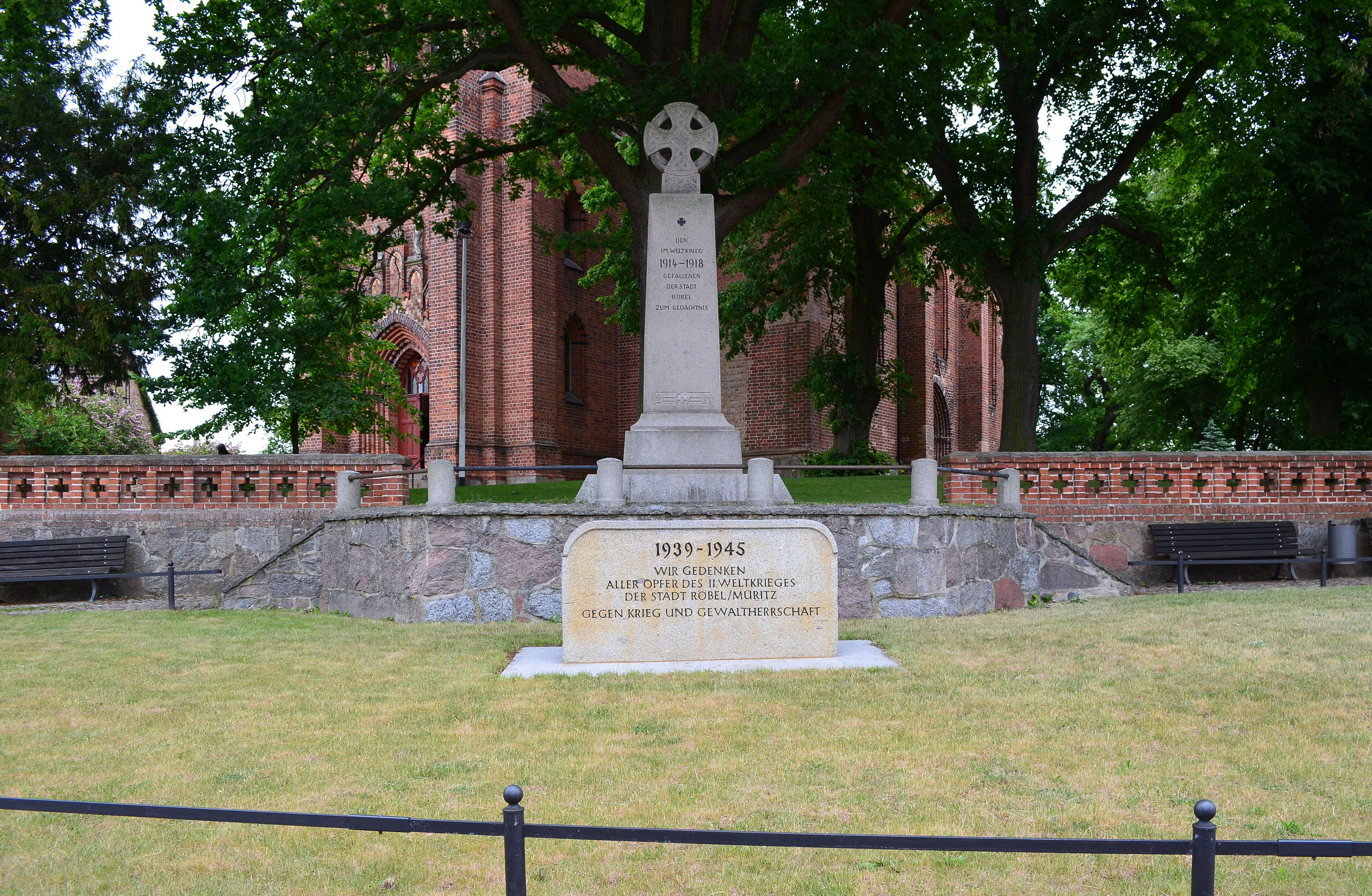
Kriegsdenkmale hinter der Kirche

Außerhalb der Kirchenmauern, der Hauptstraße zugewandt, erinnert ein zweiteiliges Ehrenmal an die Opfer der beiden Weltkriege. Das ältere ist ein Obelisk mit Keltenkreuz von Wilhelm Wandschneider. 1922 von der Stadt in Auftrag gegeben, wurde es 1928 geweiht.
Wilhelm Kappel gründete mit Bürgern der Stadt Röbel den „Opferverein“ und sammelte Spenden für ein kleineres Denkmal, das 2010 vor das größere Denkmal der Opfer des Ersten Weltkrieges gesetzt wurde. Es erinnert an die gefallenen Bürger und umgekommenen Familienmitglieder und ehrt alle Toten der Stadt Röbel (Juden, durchziehende Flüchtlinge u. a.):

## Innenraum

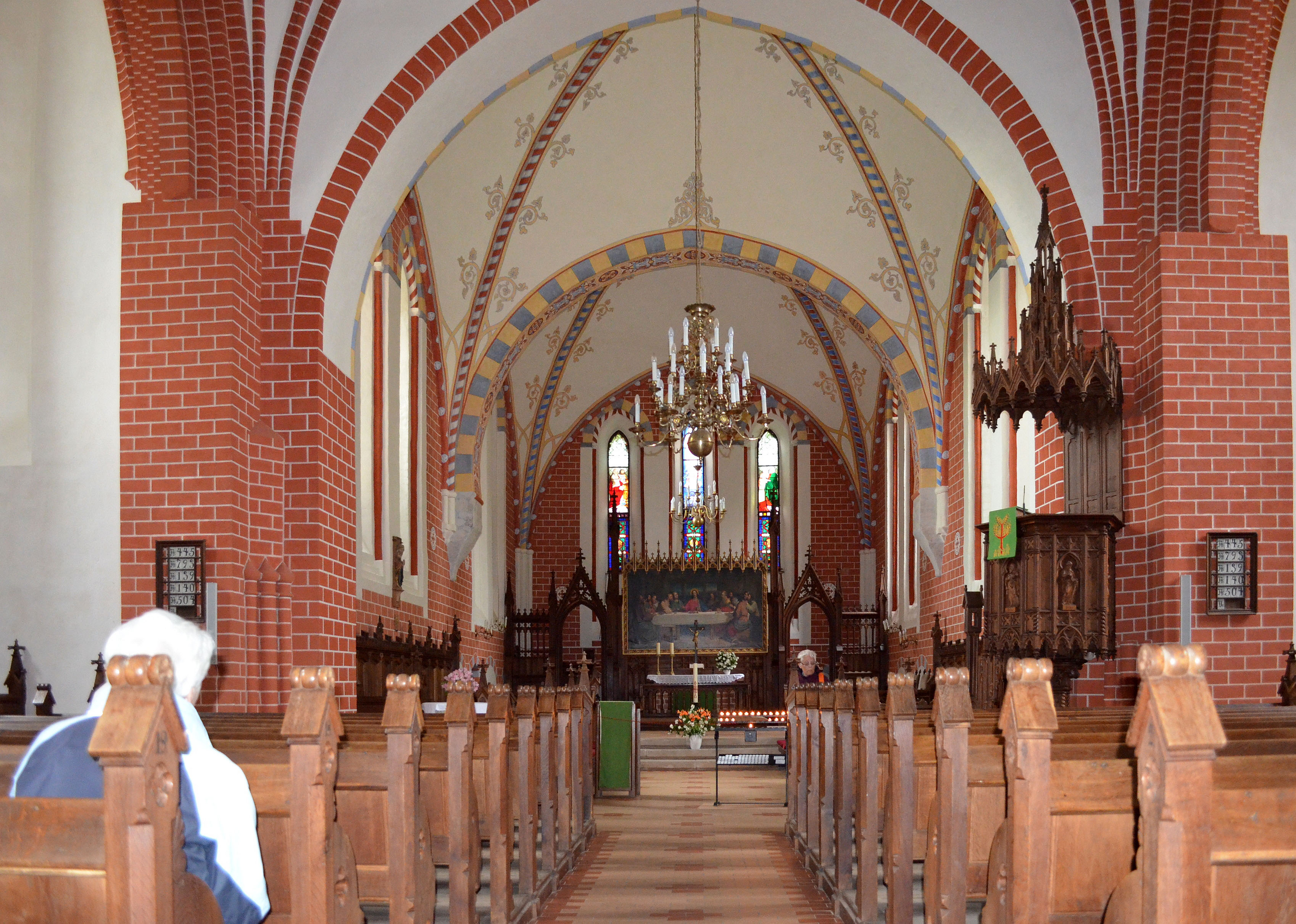
Blick durch das Kirchenschiff auf den Chor

Das Langhaus gehört zu den ältesten Hallenräumen in Mecklenburg. Im abgeteilten westlichen Drittel befindet sich ein Vorraum in den eine flache Holzdecke eingezogen wurde, von hier aus gelangt man in die Winterkirche, die sich an der nördlichen Seite befindet. Die Mittelschiffjoche sind annähernd quadratisch, die Seitenschiffe sind schmaler. Somit sind dessen Joche längsrechteckig. Das Sterngewölbe im Mittelschiff wird von rechteckigen Pfeilern mit abgerundeten Kanten und halbrunden Pfeilervorlagen getragen. Die Gewölberippen sind als Birnstab gestaltet. In die Seitenschiffe wurde Kreuzgewölbe mit Vierkantstäben eingezogen. Hohe Spitzbogenarkaden öffnen großzügig den Innenraum, die dicht an die Schildbogen der Seitenschiffwände reichenden Fenster belichten das Mittelschiff gut. Die schräg eingesetzten Gewände der Fensterbahnen sind einfach gestuft. In die Ostseite des Seitenschiffes ist ein Blendfenster eingesetzt, in die Westseite des nördlichen Nebenschiffes sind spitzbogige Blendbahnen eingefügt. Die neugotische Orgelempore an der Westwand des Mittelschiffes wird durch eine Balkenkonstruktion gestützt. Die Pfeiler, Gurte und Gewölbedienste sind ziegelrot gefasst und mit aufgemalten weißen Fugen versehen.

### Chor

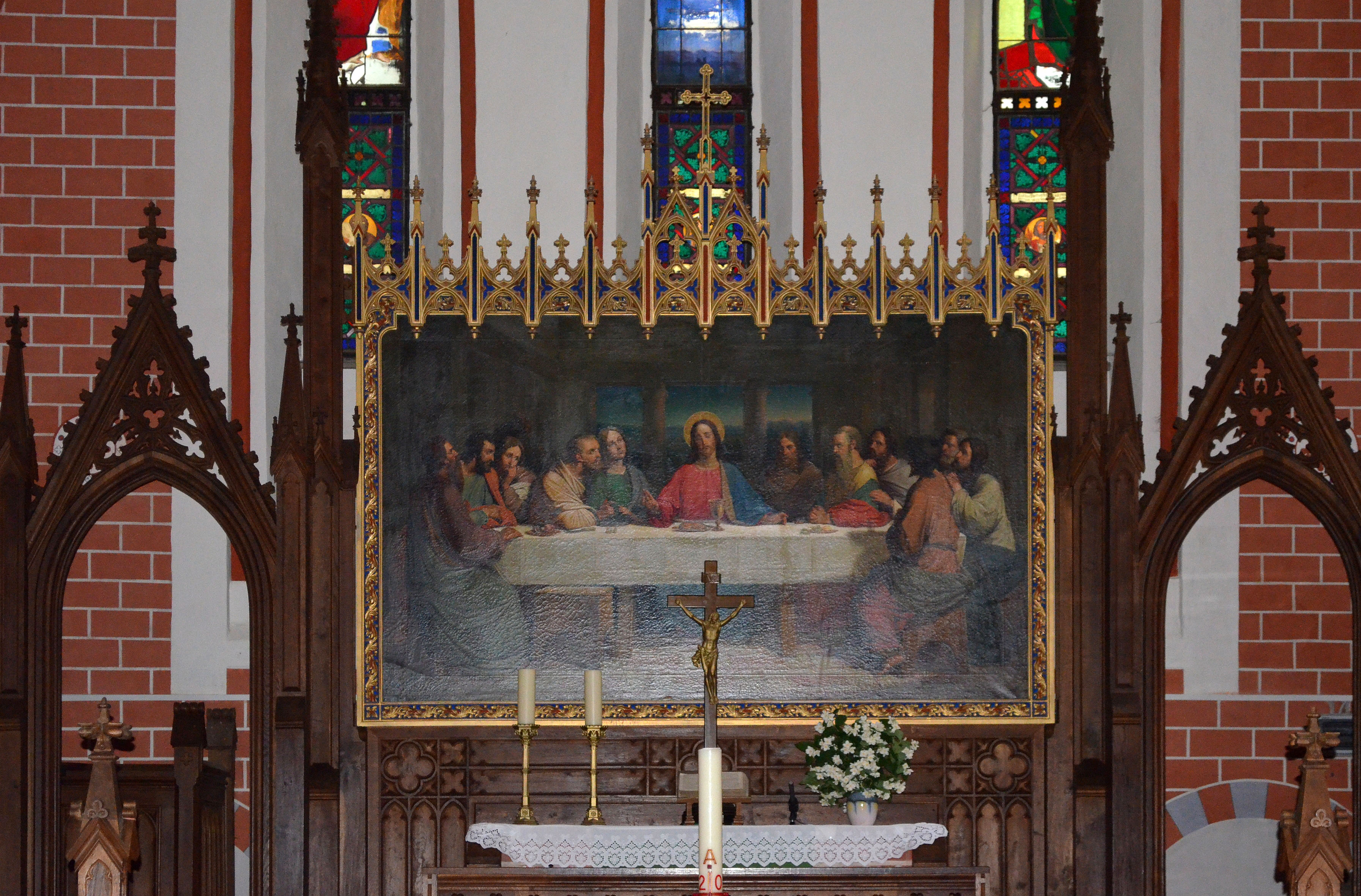
Hauptaltar

Der spätromanische Chor zu zwei Jochen ist von einem gebusten Kreuzrippengewölbe mit runden Rippen überspannt. Zwischen den beiden Chorjochen befindet sich ein Gurtbogen, er ist rundbogig gestaltet. Ein Triumphbogen verbindet den Chor mit dem höheren Langhaus, er hat die Form eines Spitzbogens. Von Konsolen und Konsoldiensten steigen rundbogige Schildbogen und Rippen auf. Die mit einem Rundstab besetzten Fensterwände sind gestuft. Über eine Tür an der Nordseite des zweiten Chorjoches ist die Sakristei begehbar, über der Tür ist ein Blendfenster eingelassen. Die Chorwände sind ziegelrot, mit weißen Fugen. Die breiten Unterzüge der Gurte und die Gewölbekappen sind ornamental verziert. An beiden Seiten des ersten Chorjoches stehen gotische Herrengestühle, sie sind mit geschnitzten Wappen der ehemaligen Güter Groß-Kelle und Gotthun verziert. Das Altarretabel wurde so angebracht, dass die Chorfenster, von denen das mittlere überhöht ist, in das theologische Programm mit einbezogen werden. Die Chorfenster mit der Auferstehung Christi in der Mitte und den seitlichen mit je zwei Evangelisten wurden nach Entwürfen des Schweriner Hofmalers Gaston Lenthe 1852 vom Schweriner Porzellan- und Glasmaler Ernst Gillmeister gefertigt. Die Priesterpforte an der Nordseite ist vermauert, der Scheitelstein ist als Menschenkopf gestaltet.

## Turm
Der Turm erhebt sich viergeschossig über einem quadratischen Grundriss. Das oberste Geschoss mit einer Turmuhr ist als Achteck ausgebildet. An den Kanten des zurückgestuften obersten quadratischen Geschosses wurde zwischen den Fialtürmchen eine Maßwerkbalustrade eingefügt. Die Seiten des Oktogons schließen mit Dreiecksgiebeln, auch der Turmhelm ist achteckig ausgebildet. Die Wände des Turmjochs sind durch vier Arkadennischen gegliedert, der Aufgang zum Turm ist an der Südseite.

## Ausstattung

### Altar
Der Altar besteht aus der von einer Balustrade umgebenen Mensa und einem neugotischen Retabel. Das Altarbild von 1852 ist eine Arbeit des Schweriner Hofmalers Gaston Lenthe, es zeigt ein Abendmahlgemälde. Das Gemälde stellt einen direkten Bezug zum Altartisch her.

### Schnitzaltar

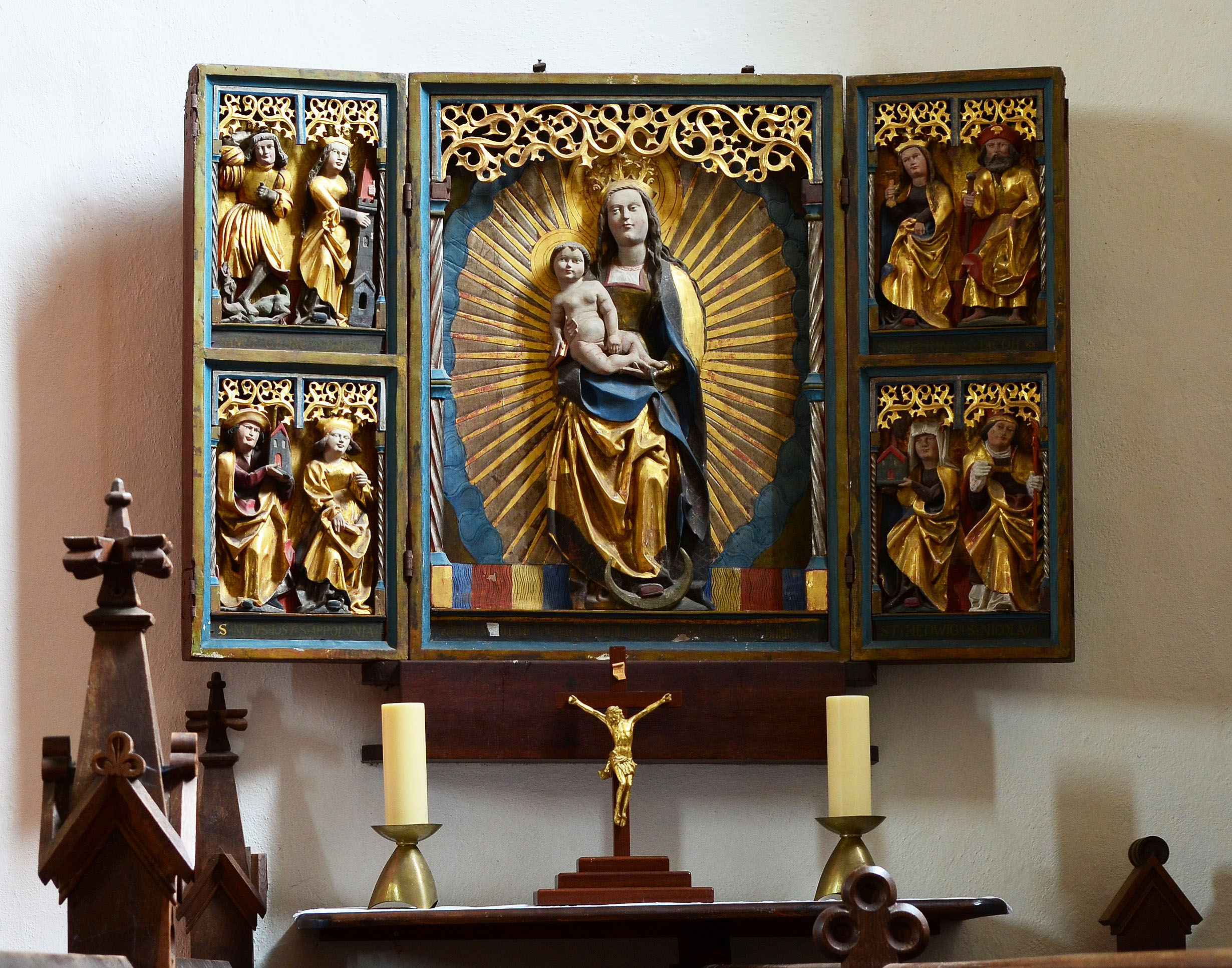
Schnitzaltar

Der kleine Schnitzaltar an der Ostwand des südlichen Seitenschiffes ist wohl ein ehemaliger Seitenaltar. Die Arbeit stammt aus der Anfangszeit des 16. Jahrhunderts. Im Mittelschrein ist die Mondsichelmadonna im Strahlenkranz dargestellt, in den Kastenflügeln acht Heilige. Inschriftlich benannt sind auf der linken Seite Georg und Barbara, Jost und Apollonia; auf der rechten Seite Katharina und Jakobus d. Ä. sowie Hedwig und Nikolaus. Die Altarflügel tragen Tafelbilder in einem schlechten Erhaltungszustand. Es sind noch die Heiligen Margaretha, Bartholomäus und Antonius zu erkennen.

### Kanzel
Die neugotische Kanzel steht am südlichen Chorbogenpfeiler. Sie ruht auf einem, mit einem Kapitell geschmücktem, polygonalen Pfeiler aus Holz. Die Seiten des Kanzelkorbes sind mit Maßwerk verziert, die eingestellten Schnitzfiguren nach Entwürfen von Christian Genschow stellen Moses und Jesaja, sowie die Apostel Matthäus und Paulus dar. Der Schalldeckel ist als durchbrochener Turmhelm gearbeitet.

### Taufbecken
Das Taufbecken steht gegenüber der Kanzel vor dem nördlichen Chorbogenpfeiler. Es wurde von Bildhauer Heinrich Petters in neugotischem Stil aus Sandstein angefertigt. Der Sockel des achteckigen Beckens zeigt die Figuren der vier Evangelisten. An dem Pfeiler neben dem Becken hängt eine Gedenktafel für die Gefallenen des Ersten Weltkrieges.

### Triumphkreuzgruppe

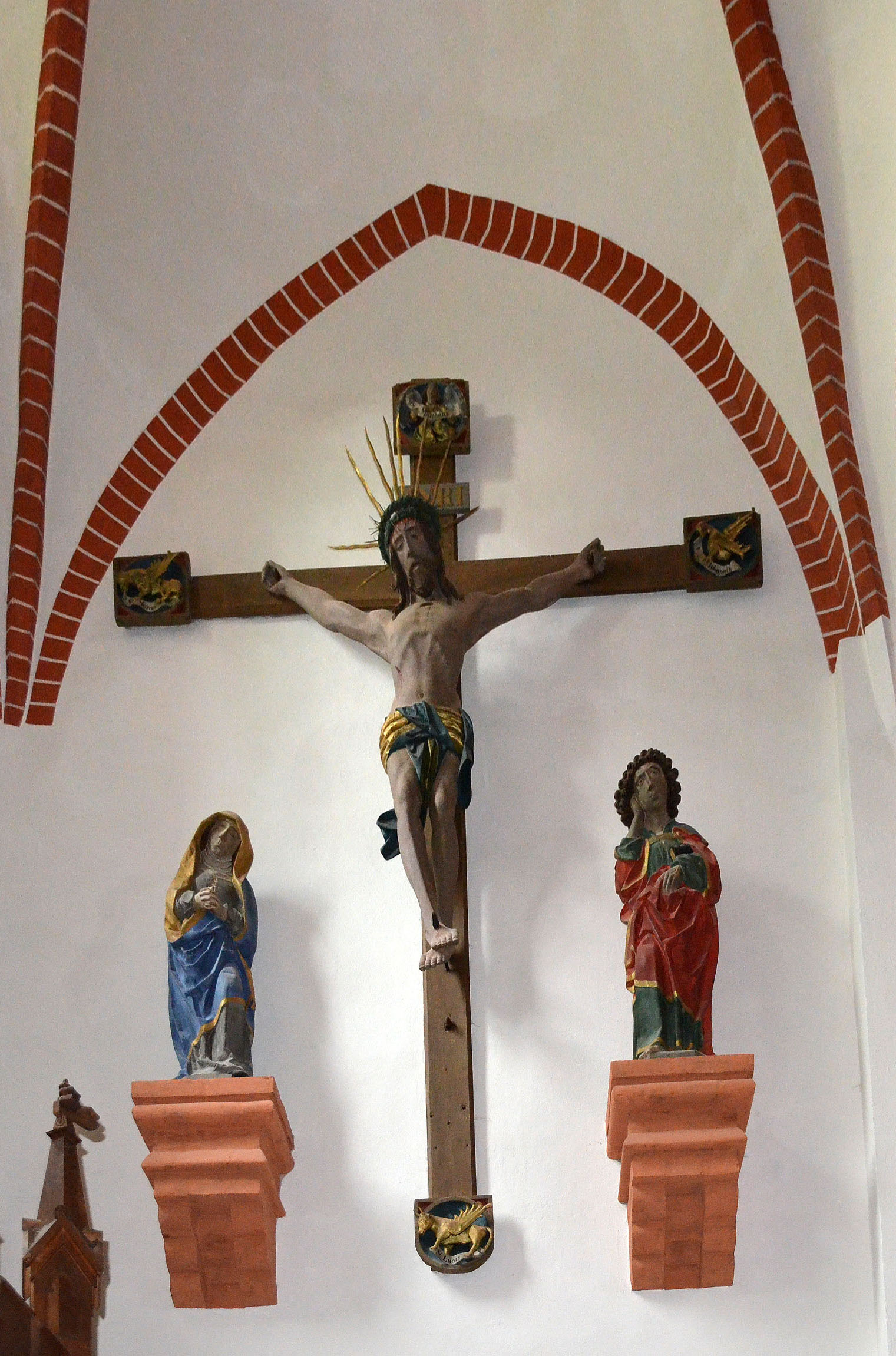
Triumphkreuzgruppe

Die Triumphkreuzgruppe war ursprünglich auf einem Balken unter dem Chorbogen aufgestellt. Sie wurde zum Ende des 19. Jahrhunderts an der Westwand des südlichen Seitenschiffes angebracht. Die Arbeit stammt wohl von der zweiten Hälfte des 15. Jahrhunderts und weist offenbar einen Schulzusammenhang mit der Triumphkreuzgruppe in der Güstrower Pfarrkirche auf.

### Grabsteine
Zwei Grabsteine aus dem Jahr 1412 sind an der Westwand des nördlichen Seitenschiffes aufgestellt, die Verstorbenen sind in Ritzzeichnung dargestellt. Der linke Grabstein für Petrus Rodemolder trägt eine Inschrift, nach der Rodemolder ständiger Vikar in Alt-Röbel war und 1412 verstarb. Die Inschrift auf dem rechten Stein benennt Johannes von Morin als Probst in Alt-Röbel, er starb ebenfalls 1412. Die Steine wurden um 1400 aus Süddeutschland geholt. Beide Steine lagen ursprünglich vor dem Altar und wurden, um sie vor Abnutzung zu schützen, hier aufgestellt. Zwischen den Steinen steht ein Grabkreuz aus Gusseisen für F.L.H. Niederhöffer, Prediger zu Alt-Röbel, gestorben 1835.

### Orgel
Die Orgel wurde 1820–1822 von dem Orgelbauer Johann Jochen Schmidt erbaut. Im Laufe des 19. Jahrhunderts wurde das Instrument durch den Orgelbauer Friedrich Hermann Lütkemüller mehrfach umgebaut und umdisponiert, und in einem neugotischen Gehäuse aufgestellt. Das Schleifladeninstrument hat 24 Register auf zwei Manualen und Pedal. Die Trakturen sind mechanisch.

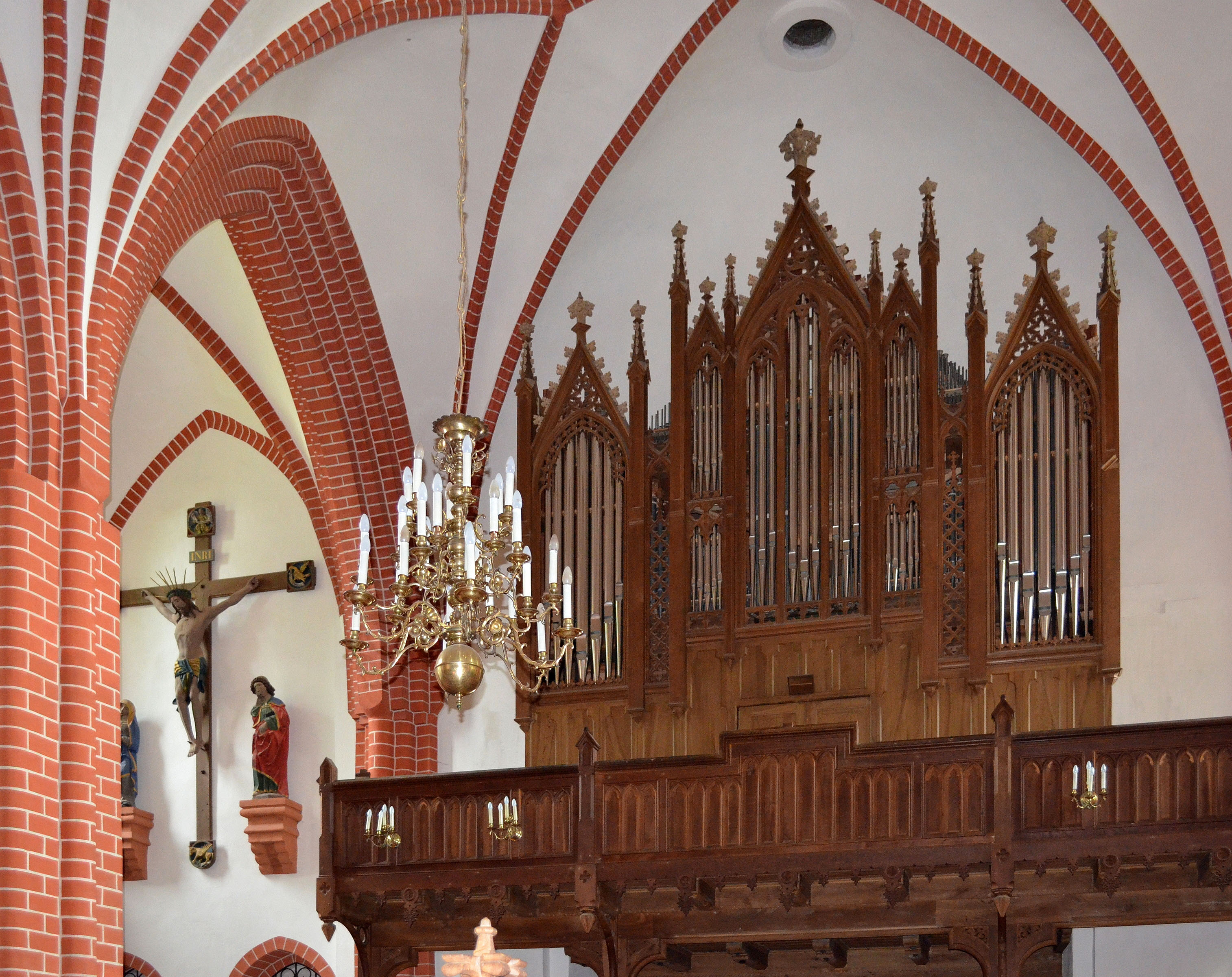
Orgel

| I Hauptwerk C– |               |       |
| 1.             | Bordun        | 16′   |
| 2.             | Prinzipal     | 8′    |
| 3.             | Gemshorn      | 8′    |
| 4.             | Flöte doppelt | 8′    |
| 5.             | Dolce         | 8′    |
| 6.             | Oktave        | 4′    |
| 7.             | Spitzflöte    | 4′    |
| 8.             | Quinte        | 2 ⁄3′ |
| 9.             | Oktave        | 2′    |
| 10.            | Mixtur V      |       |
| 11.            | Trompete      | 8′    |

| II Nebenwerk C– |            |     |
| 12.             | Salicional | 8′  |
| 13.             | Gedackt    | 8′  |
| 14.             | Quintatön  | 16′ |
| 15.             | Flöte      | 4′  |
| 16.             | Fugara     | 4′  |
| 17.             | Flautino   | 2′  |
| 18.             | Clarinette | 8′  |

| Pedal C– |            |     |
| 19.      | Violon     | 16′ |
| 20.      | Subbaß     | 16′ |
| 21.      | Prinzipal  | 8′  |
| 22.      | Violoncell | 8′  |
| 23.      | Baßflöte   | 8′  |
| 24.      | Posaune    | 16′ |

- Koppeln: II/I, I/P

## Glocken
Die Kirche erhielt 1577 drei Bronzeglocken, die bei der Renovierung in 1851 von Johann Carl Ludwig Illies umgegossen wurden. Die beiden großen Glocken mussten kriegsbedingt 1917 abgegeben. Sie wurden durch neue ersetzt, die im Zweiten Weltkrieg beschlagnahmt wurden. 1952 und 1961 wurden von der Fa. Schilling in Apolda neue Glocken gegossen. Im Turm hängt noch eine bronzene Zuckerhutglocke vom 13. Jahrhundert, die nicht mit dem Geläut verbunden ist.

## Varia
- Ein Teil der Kirchenbänke stammt aus der 1978 gesprengten Markuskirche Leipzig.